# Grenoble

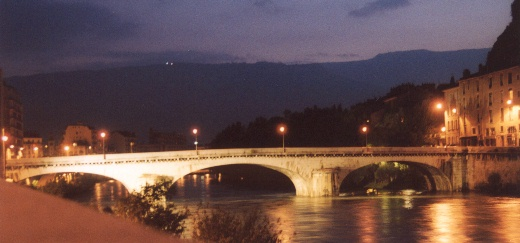
Zicht op de Marius Gontard-brug bij het centrum van Grenoble, over de Isère

Grenoble (Arpitaans: Grenoblo, Occitaans: Grenòble) is een stad in Zuidoost-Frankrijk, aan de voet van de Alpen, waar de rivieren de Drac en de Isère samenvloeien. De stad is de hoofdstad van het departement Isère.
Met 156.389 inwoners op 1 januari 2022 is het de op twee na grootste gemeente van de regio Auvergne-Rhône-Alpes, na Lyon en Saint-Étienne. De agglomeratie telde toen 508.201 inwoners en was daarmee de tiende grootste van Frankrijk. Grenoble vormt met 48 omringende gemeenten het gemeentelijk samenwerkingsverband Grenoble-Alpes Métropole met in totaal circa 444.000 inwoners. De grootste van die randgemeenten zijn Saint-Martin-d'Hères (waar het grootste deel van de universitaire campussen is gevestigd), Échirolles, Fontaine, Meylan en Saint-Égrève
Omdat Grenoble de grootste stad van het hele Alpengebied is, voor Innsbruck en Bozen, wordt het weleens de 'hoofdstad van de Alpen' genoemd. De stad vervult een centrumfunctie voor de Franse Alpen.

## Geschiedenis

### Gallo-Romeinen
Oorspronkelijk was de streek van Grenoble bewoond door Keltische stammen. Aan het einde van de 2e eeuw v.Chr. werd de streek veroverd door de Romeinen. De plaats die nu Grenoble heet wordt voor het eerst vermeld in 43 v.Chr. Ze heette toen Cularo en lag op de Romeinse weg tussen Vienne en de Alpenpassen naar Italië. Ter ere van de Romeinse keizer Gratianus, die er mogelijk in 379 geweest is, werd de stad omgedoopt in Gratianopolis, waarvan de naam "Grenoble" is afgeleid. De oudste vermelding van een bisdom in Grenoble dateert van 381.

### Cisjuraan Bourgondië
In de vijfde eeuw, ten tijde van de Grote Volksverhuizing, vestigden de Bourgondiërs zich in de streek. Ze stichtten er een staatje dat reeds in 533 ten onder ging en deel werd van het Frankische Rijk. De regio van Tarantasia, Grenoble, Vienne en Lyon kwam bekend te staan als "Cisjuraan Bourgondië". Als gevolg van de verdelingen van het Frankische Rijk in 843 en 855 kwam Grenoble opeenvolgend in het Frankische Middenrijk en het Koninkrijk Provence en Cisjuranië (of Neerbourgondië) te liggen. Het Frankische gezag in het voormalige Middenrijk versplinterde nadat het centrale gezag in beide rijken was ineengestort. Uit de twee koninkrijken Hoog- en Neerbourgondië, die in 930 werden verenigd, ontstond het Koninkrijk Arelat.

### Heilige Roomse Rijk
De zwakke en kinderloze koning van Arelat Rudolf III (993-1032) sloot in 1006 een verdrag met zijn neef, de Duitse koning Hendrik II de Heilige, en beloofde hem Bourgondië te zullen nalaten. Hendriks zoon Koenraad II erfde het in 1033, waarna het voormalige Arelat deel ging uitmaken van het Heilige Roomse Rijk. Het strekte zich op dat moment uit over het Rhônedal, de Provence, Savoye en westelijk Zwitserland (met Bern en Lausanne). Ondertussen lag de macht echter niet meer bij de koning (of de keizer), maar wel bij de lokale machthebbers zoals graven en bisschoppen.

### Opkomst van de Dauphiné
Rond 1050 werd het graafschap Grésivaudan (het ommeland van Grenoble), toegevoegd aan de bezittingen van de graven van Albon. Dit werd geofficialiseerd in 1116.
Grenoble kreeg zijn lotsbestemming toen de graven van Albon, de latere dauphins van Viennois, er sinds de 11de eeuw hun residentie hadden. Door voor Grenoble te kiezen (in plaats van bijvoorbeeld Vienne) kon men zijn autoriteit laten gelden in zowel Bas- als Haut-Dauphiné. Hierdoor vestigden ze zich echter ook in de directe nabijheid van het graafschap Savoye. De stad werd zo hoofdstad van het "Delphinaat van de Viennois" of Dauphiné, dat toen een zelfstandig vorstendom van het Heilige Roomse Rijk vormde.
In 1219 werd Grenoble getroffen door een gigantische vloedgolf en overstroming, veroorzaakt door een aardverschuiving en het breken van de natuurlijke barrière die daardoor was ontstaan. Dit zou de politiek en de economie van Grenoble tekenen voor de volgende eeuwen. De laatste zelfstandige dauphin, Humbert II, stichtte in 1338 de universiteit van Grenoble. Bij gebrek aan wettige erfgenamen verkocht Humbert II Dauphiné aan de Franse koning. In de tweede helft van de veertiende eeuw werd Dauphiné officieel uit het Heilige Roomse Rijk gehaald.
Tot 1457 zou Dauphiné nog relatief zelfstandig blijven van Frankrijk. Tussen 1447 en 1456 werd Dauphiné "gemoderniseerd" door dauphin Lodewijk XI. Het door Humbert II in 1337 gestichte hooggerechtshof, de Conseil delphinal, werd in 1453 het Parlement van Grenoble (of van Dauphiné). Hij startte eveneens met de bouw van het paleis van de Dauphins om dit parlement te huisvesten (afgewerkt onder Frans koning Frans I).
In 1457 nam koning Karel VII van Frankrijk de macht over van zijn zoon en eiste hij een onderwerping van de delphinale staten aan Frankrijk. Dit betekende het definitieve einde van de onafhankelijkheid van Dauphiné en de start van een evolutie naar het absolutisme.

### Frankrijk
Vanwege de nabijheid van het machtige onafhankelijke hertogdom Savoye, waarvan de hoofdstad Chambéry nog geen 60 km noordelijker ligt, werd de stad in de zestiende eeuw versterkt.
De stad leed in de 16de eeuw onder de Hugenotenoorlogen. In 1561 kreeg Grenoble de status van place de sûreté, een stad waar protestanten vrij hun geloof konden belijden onder bescherming van een garnizoen. In de stad en de omliggende dorpen werden verschillende protestantse kerken gebouwd. De stad herstelde zich vanaf 1590 onder het bewind van François de Bonne de Lesdiguières, gouverneur van Dauphiné. Deze liet op de heuvel aan de overkant van de Isère het fort de Bastille bouwen. De door hem gebouwde ambtswoning in de stad, het Hôtel de Lesdiguières, werd later (tot 1967), het stadhuis.
Vanaf de 18de eeuw ontwikkelde zich in Grenoble een grote handschoennijverheid die wereldvermaard zou worden en die welvaart in de stad bracht.

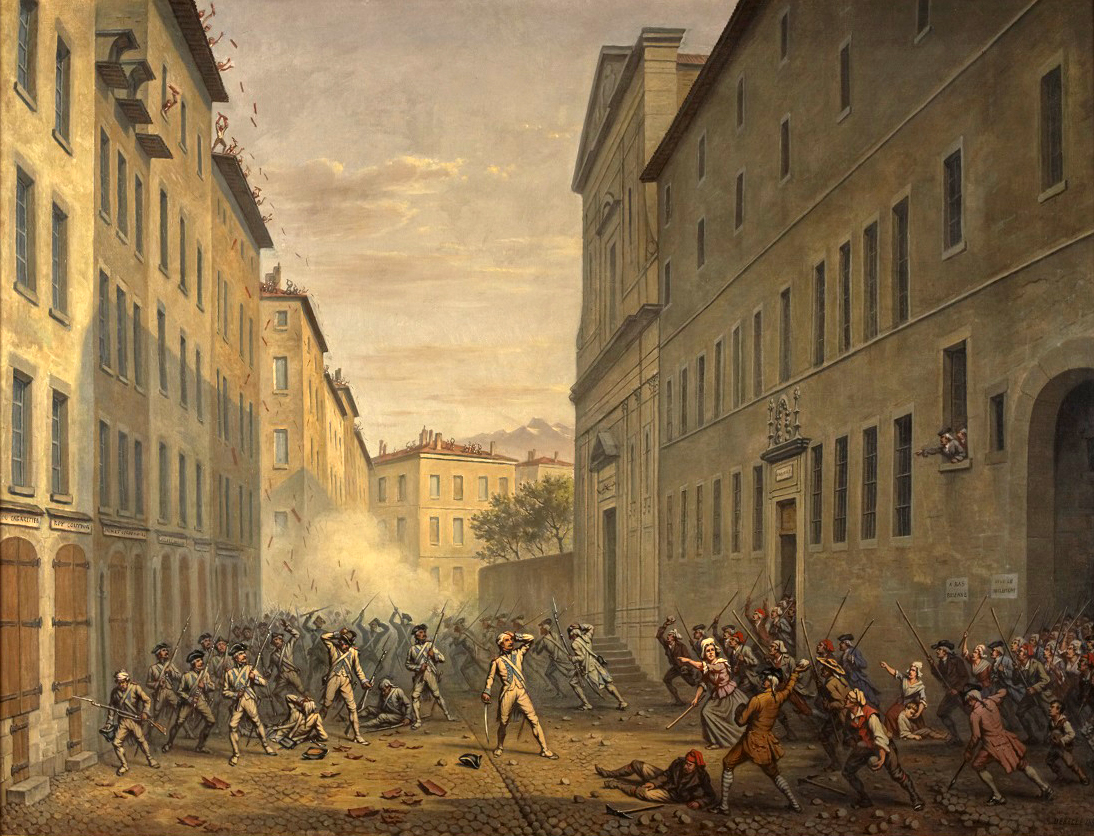
De Journée des tuiles (1788) (Museum van de Franse Revolutie).

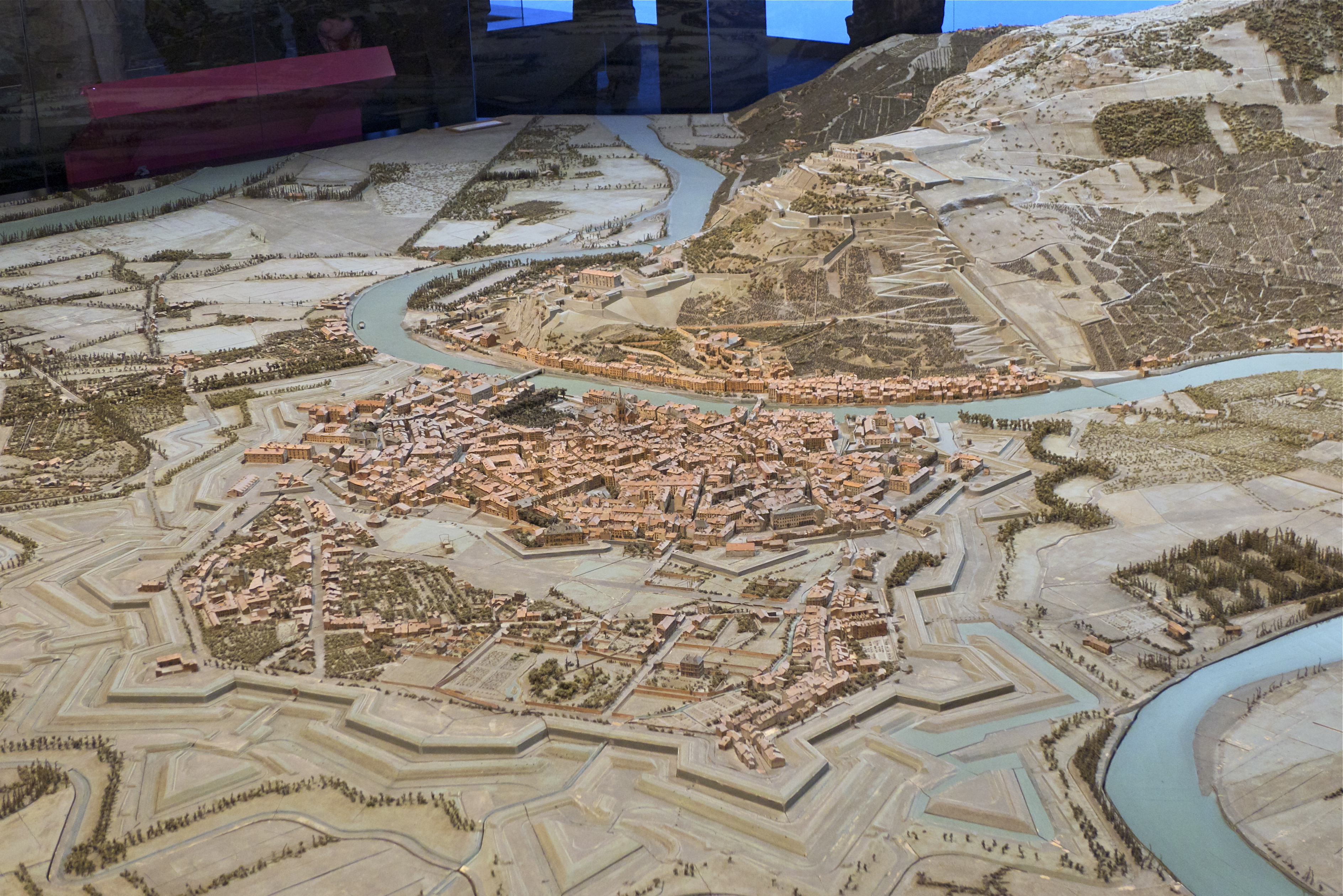
Maquette van de Grenoble en vestingwerken in 1848

Grenoble speelde een grote rol in de zogenaamde "Prerevolutie", de aanloop naar de Franse Revolutie. In 1788 weigerde het Parlement van Grenoble de door de regering opgelegde belastingmaatregelen te erkennen, omdat ze een schending van de privileges van Dauphiné betekenden. Toen de regering daarop troepen stuurde om enkele raadsheren van het parlement te arresteren, brak een opstand los, waarbij de troepen onder meer werden bekogeld met dakpannen van bovenaf der gebouwen. Deze Journée des tuiles (Dag der dakpannen, 7 juni 1788) leidde tot de bijeenkomst van de Staten van de Dauphiné, die de bijeenroeping van de Staten-Generaal zouden eisen, hetgeen het jaar nadien zou gebeuren en als het begin van de Franse Revolutie wordt beschouwd. Twee leiders van deze oproer, de advocaten Antoine Barnave en Jean-Joseph Mounier, zouden een belangrijke rol spelen in de eerste fase van de Revolutie.
Op het einde van de napoleontische oorlogen werd Grenoble in 1813 aangevallen door Oostenrijkse troepen vanuit Savoye. Die aanval kon worden afgeslagen, maar het jaar daarop werd de stad toch door de Oostenrijkers bezet.
Toen Napoleon in 1815 vanuit zijn ballingsoord Elba terugkeerde, reisde hij bewust (via een weg nu bekend als de Route Napoléon) naar Grenoble, een stad bekend als links en republikeins. Napoleon probeerde zijn macht te herstellen door te steunen op het progressieve deel van de bevolking en een “liberaal keizerrijk” te stichten. Niet ver voor Grenoble, bij het dorp Laffrey, wist hij op 7 maart 1815 een troepenmacht die hem kwam arresteren te overtuigen zijn kant te kiezen (op die plaats staat nu een ruiterstandbeeld van Napoleon, dat oorspronkelijk in Grenoble stond). Diezelfde avond was hij in Grenoble, waar hij voor het eerst weer als keizer werd erkend en zijn eerste maatregelen uitvaardigde, de aanloop voor de zogenaamde Honderd Dagen van Napoleon.

### Moderne tijd
In de 19de eeuw nam het belang van de handschoennijverheid nog toe. De handschoenen uit Grenoble waren internationaal vermaard.
De industriële ontwikkeling nam snel toe na de aanleg van een spoorwegverbinding (1858) en vooral de ontwikkeling van waterkracht (sinds 1869) eerst voor de papier- en de cementindustrie, later voor de opwekking van elektriciteit. Grenoble werd de eerste stad ter wereld waar de industrie op grote schaal gebruik ging maken van hydro-elektriciteit (bekend als de “witte steenkool”), gewonnen uit de waterkrachtcentrales in de naburige bergen. Dit leidde tot een forse ontwikkeling van elektrometallurgie en elektrochemie. De handschoennijverheid werd grotendeels omgevormd tot een gediversifieerde textielindustrie (lingerie, kunstzijde).
Door deze expansie nam de bevolking van Grenoble en de omliggende gemeenten snel toe. De oude stadswallen werden gesloopt en rond de stad ontstond een brede boulevard.
In 1925 vond in het huidige park Paul Mistral een internationale tentoonstelling over waterkracht en toerisme plaats, die door meer dan een miljoen mensen werd bezocht. Een overblijfsel van die tentoonstelling is de 95 meter hoge Tour Perret, de eerste toren ter wereld uit gewapend beton.
Tijdens de Tweede Wereldoorlog lag Grenoble aanvankelijk in de onbezette Vrije Zone van Vichy-Frankrijk. In 1942 bezetten de Italianen de stad en vanaf 1943 volgde een veel zwaardere Duitse bezetting. Op 11 november 1943 vonden stakingen en betogingen plaats, waarop de bezetter reageerde met massale arrestaties. Meer dan 600 personen werden gearresteerd en opgesloten in de caserne de Bonne. Van hen werden er 376 afgevoerd naar het kamp van Compiègne-Royallieu en van daaruit naar naziconcentratiekampen. Slechts 120 van hen overleefden de oorlog. In de volgende weken pakte de Gestapo verschillende verzetslui op. Kort daarop volgden twee zware aanslagen op Duitse wapendepots. Hierop volgden meerdere executies van verzetslui. Grenoble kreeg daardoor de bijnaam van hoofdstad van het Franse verzet. Op 5 november 1944, na de bevrijding van de stad, schonk generaal de Gaulle de stad de Orde van de Bevrijding.

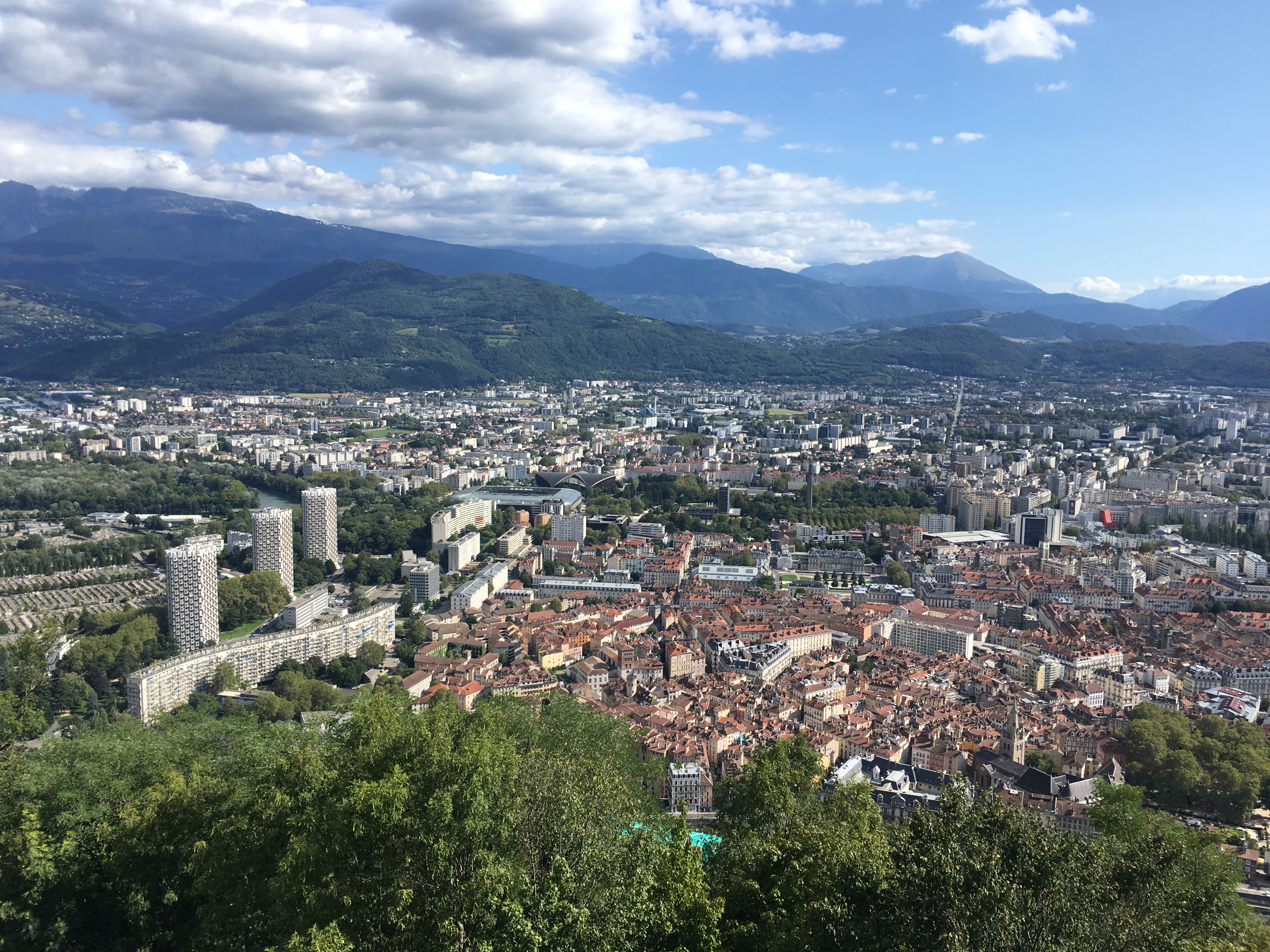
Grenoble in 2019

In de daaropvolgende decennia werd Grenoble bekend als centrum voor wetenschappelijk onderzoek en nieuwe technologieën.
In 1968 werden de tiende Olympische Winterspelen in Grenoble gehouden. Bij die gelegenheid werd de infrastructuur van de stad gemoderniseerd en in het zuiden een geheel nieuw stadsdeel gebouwd volgens moderne stedenbouwkundige principes: Villeneuve.
Door de uitbreiding van de agglomeratie ontstond eind 20ste eeuw een samenwerkingsverband tussen de gemeenten rond Grenoble onder de naam Grenoble-Alpes Métropole. In 2015 kreeg dit officieel de status van “metropool”, met een rechtstreeks verkozen metropolitaanse raad.
Sinds 2014 heeft Grenoble, als eerste grote stad in Frankrijk, een ecologistische burgemeester.

## Transport

### Weg

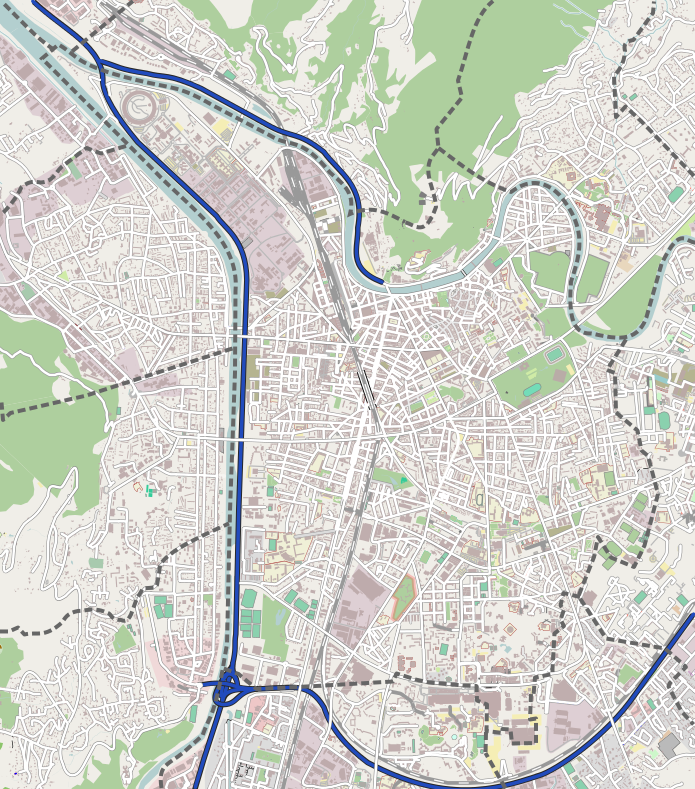
Wegennetwerk van de agglomeratie van Grenoble.

In Grenoble eindigen (of starten) drie autosnelwegen:
- de A41 (Autoroute Alpine) in de richting van Genève via Chambéry en Annecy, maar ook richting Italië via de A43
- de A48 verbindt Grenoble met Lyon en met Valence via de A49
- de A51 (Autoroute du Trièves) in de richting van de Hautes-Alpes en de Côte d'Azur. Deze snelweg eindigt bij Col du Fau, maar zou eventueel verlengd worden naar het zuidelijke traject van de A51 in de richting van Aix-en-Provence en Marseille.

Twee van deze autosnelwegen zijn met mekaar verbonden via een autoweg: de A480 verbindt de A48 met de A51 doorheen de agglomeratie van Grenoble. Omwille van de stedelijke context is de snelheid op de A480 beperkt. De A480 is omstreeks 2022 naar 2x3 rijstroken verbreed. De A41, vanuit het noorden, Montmélian, eindigt op een stedelijke omleidingsweg, de zogeheten Rocade Sud of N87 die de A41 verbindt met de A480. Ook deze weg voert door de agglomeratie en is volledig uitgevoerd met ongelijkvloerse kruisingen. Er waren plannen om de A41 via een autosnelweg te verbinden met de A48, de zogeheten Rocade Nord, maar deze zijn afgevoerd omdat het technisch te moeilijk (en/of duur) bleek om een tunnel te boren in het gebergte van de Chartreuse ten noorden van het stadscentrum.

### Spoorweg
De agglomeratie telt een zevental spoorwegstations, maar het belangrijkste station is dat van Grenoble zelf. Hier vertrekken TER-, TGV- en Intercitytreinen. Het station van Grenoble werd ingehuldigd in 1858, maar werd afgebroken in voorbereiding van de Olympische Winterspelen van 1968. In 2014 werd de spoorlijn van het zuidelijke deel van de zogeheten "Sillon Alpin" geëlektrificeerd (Grenoble-Montmélian + Valence TGV-Moirans).

### Stedelijk openbaar vervoer
Vanwege het feit dat het grondwater in Grenoble zeer ondiep ligt, werd afgezien van de bouw van een metro. In plaats hiervan werd vanaf 1987 ingezet op de uitbouw van een modern tramnetwerk: het tweede moderne tramnetwerk van Frankrijk na Nantes. Het netwerk telt vijf lijnen (Tram A, B, C, D en E) en heeft een lengte van 47 kilometer. Er zijn grote uitbreidingsplannen voor het tramnetwerk voorzien.

### Fiets
Grenoble beschikt over een netwerk van fietspaden van iets meer dan 300 kilometer in lengte. De stad kreeg in op 25 april 2009 van de Fédération française des usagers de la bicyclette het « Guidon d’or » (gouden stuur), voornamelijk vanwege de veralgemening van tweerichtingsfietspaden.

## Bezienswaardigheden

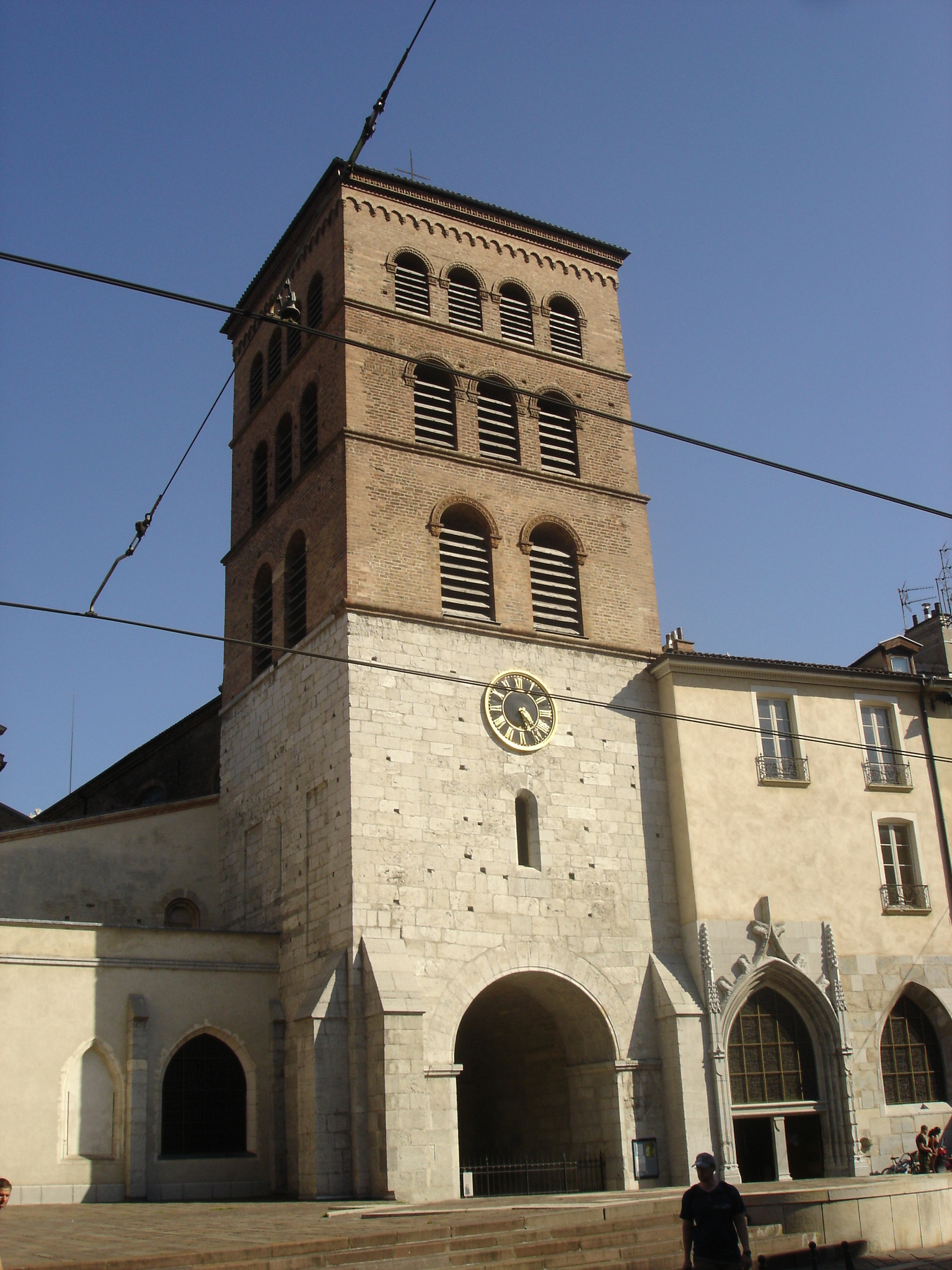
Kathedraal van Grenoble

Er zijn diverse middeleeuwse gebouwen, waaronder de kathedraal van Grenoble. Verder zijn er het Palais du Parlement (voormalige zetel van het Parlement van Dauphiné waarvan de oudste delen gebouwd werden rond 1500) en de Heilig Hartbasiliek, gebouwd in het interbellum.

### Musea
- Musée de Grenoble, een van de oudste musea in Frankrijk
- Musée dauphinois, streekmuseum
- Muséum de Grenoble, natuurkundig museum
- Musée archéologique Saint-Laurent, archeologiemuseum
- Musée des troupes de montagne, krijgsmuseum
- Musée de l'ancien évêché, museum rond het voormalig bisdom Grenoble en in het bisschoppelijk paleis
- Musée de l'innovation industrielle (Arhome), industriemuseum rond de firma Raymond en de uitvinding van de drukknoop
- Musée Stendhal, museum rond de 19e-eeuwse schrijver Stendhal in het huis van zijn familie
- Musée de la résistance et de la déportation de l'Isère
- Cabinet Rembrandt, museum gewijd aan de etsen van Rembrandt van Rijn
- Le magasin, Centre national d'art contemporain (CNAC)
- Musée de l'infomatique (ACONIT)[5]

### Bastille

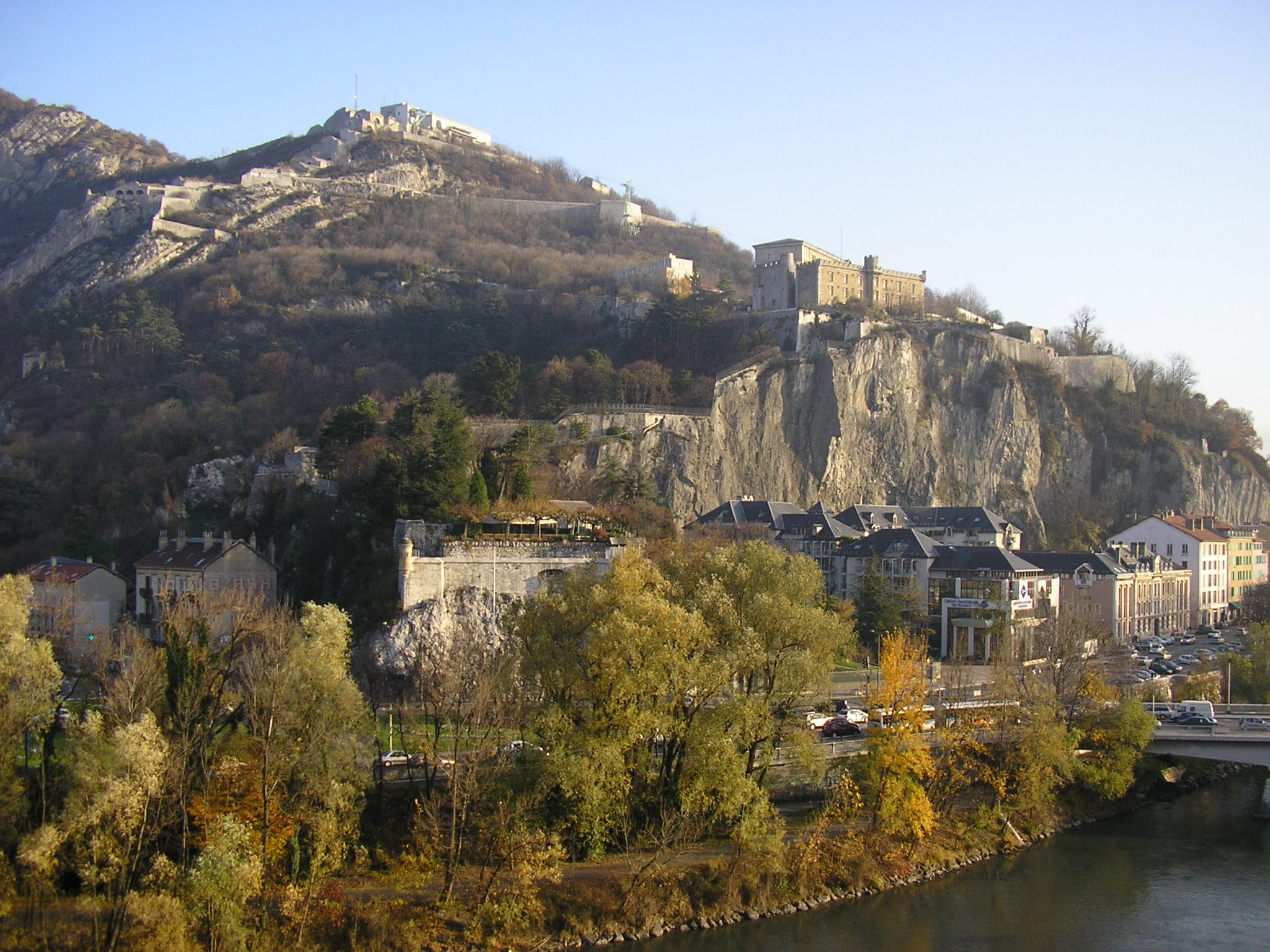
De Bastille van Grenoble.

De Bastille, een historische serie fortificaties, is gesitueerd op een bergklif tegenover het centrum en is zichtbaar vanuit vele plaatsen in de stad. Het bouwwerk is een van Grenobles bekendste attracties en geeft een goed zicht op de stad beneden en op de omringende bergen. De Bastille is gebouwd in de middeleeuwen, en in latere eeuwen verder uitgebreid, inclusief een half-ondergronds defensieproject. Het is aangemerkt als het belangrijkste voorbeeld van de 19e-eeuwse fortificaties in heel Frankrijk, en het had een belangrijke strategische functie in de verdediging van de Alpen. Via een karakteristieke kabelbaan met bolvormige gondels (de Télépherique) is de Bastille gemakkelijk vanuit de stad bereikbaar.

## Geografie
De oppervlakte van Grenoble bedroeg op 1 januari 2022 18,13 vierkante kilometer; de bevolkingsdichtheid was toen 8.626 inwoners per km².
Grenoble is omgeven door bergen: in het noorden de Chartreuse, in het westen het plateau van de Vercors en in het oosten het massief van Belledonne. De stad ligt aan de samenvloeiing van de rivier de Isère met zijn bijrivier de Drac. Die plaats vormt het einde van een brede en zeer diepe vallei, de Grésivaudan. De Grésivaudan versmalt sterk ten westen van Grenoble, waar de Isère door een smalle vallei naar het westen stroomt, door een cluse tussen de Chartreuse en de Vercors. Grenoble ligt eveneens op de "Sillon Alpin", een gebied dat de Vooralpen (Bauges, Chartreuse, Vercors) van de eigenlijke Alpen (o.a. Belledonne) scheidt. Deze geologische "Sillon Alpin" loopt van Chamonix-Mont-Blanc via Albertville, Montmélian en Grenoble naar de Trièves, de streek ten zuiden van Grenoble. Ook wordt de term "Sillon Alpin" gebruikt voor een stedenbouwkundig idee voor het uitbouwen van een metropool gevormd door de steden Genève, Annecy, Chambéry, Grenoble en Valence.
De eigenlijke stad Grenoble ligt op de vlakke linkeroever van de Isère, terwijl de rechteroever een steile helling vormt. Na de samenvloeiing loopt de Isère in westelijke richting en vormt het een smalle riviervallei (cluse) die de Chartreuse en Vercors scheidt.
De Isère was in het verleden onderhevig aan overstromingen. In november 1859 overstroomde de Isère en stond er 1 tot 1,5 meter water in de straten van Grenoble.
De stad zelf ligt amper 204 meter boven de zeespiegel, maar in de omringende bergen zijn er circa twintig skipistes, de dichtstbijzijnde op ongeveer 15 minuten rijden.
Historisch gezien zijn Grenoble en zijn omgeving het gebied van mijnbouw en zware industrie. Omdat de stad in een vallei ligt, zijn er problemen met de luchtkwaliteit, niet alleen door het autoverkeer, maar ook door vuilverbrandingsovens en chemische- en papierindustrie. In de omgeving worden soms nucleaire tests gedaan.
De onderstaande kaart toont de ligging van Grenoble met de belangrijkste infrastructuur en aangrenzende gemeenten.

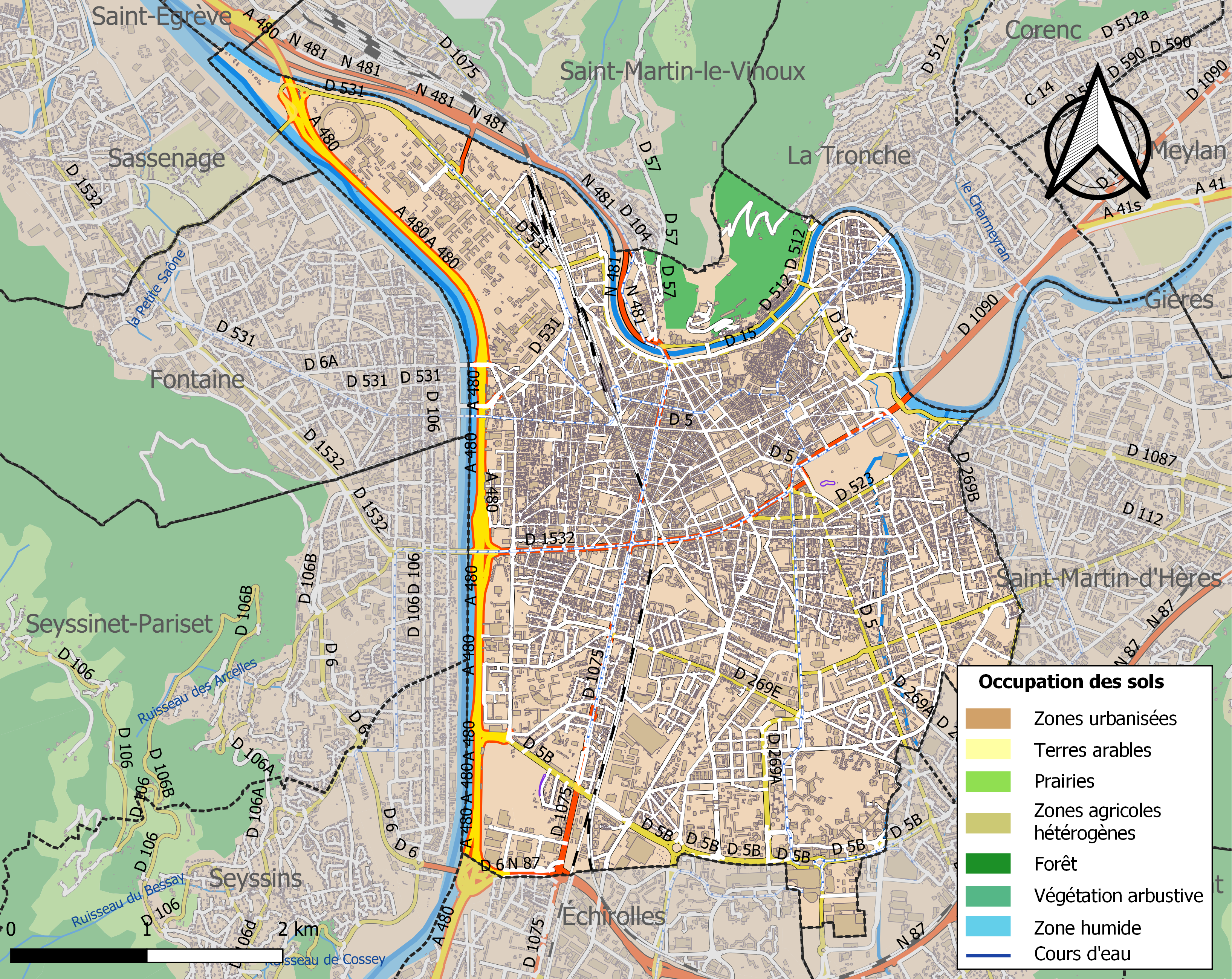

### Klimaat
Grenoble heeft een gematigd landklimaat, met neerslag gedurende het hele jaar (Dfb).

## Demografie
Grenoble groeide het sterkst gedurende de twee decennia na de Tweede Wereldoorlog. In 1946 bedroeg het bevolkingsaantal 102 161; in 1962 was dit al 156 707.
Onderstaande figuur toont het verloop van het inwonertal (bron: INSEE-tellingen).

## Onderwijs
Grenoble is een van de grotere centra voor hoger onderwijs in Frankrijk (Université Grenoble-Alpes, meer dan 50.000 studenten), vooral op natuurwetenschappelijk gebied. In de stad bevinden zich het ESRF (European Synchrotron Radiation Facility), het ILL (Institut Laue-Langevin), CEA-Leti en verschillende laboratoria van het CNRS (Centre National de la Recherche Scientifique). Er is ook het Minatec-centrum voor nanotechnologie en de Grenoble École de Management (Polytechnisch Instituut van Grenoble).

## Sport
- Football club de Grenoble rugby
- Grenoble Foot 38

In 1968 werden de tiende Olympische Winterspelen in Grenoble gehouden.
In 1977 werd het tweede WK shorttrack in Grenoble georganiseerd.
Grenoble was 41 keer etappeplaats in de wielerkoers Ronde van Frankrijk. Daarbij was het in 35 edities aankomstplaats van een etappe. De Luxemburger Charly Gaul won maar liefst drie keer (in 1956, 1959 en 1961) in Grenoble. Op 16 september 2020 was Grenoble voorlopig voor het laatst startplaats van een etappe.
In 2022 werd in Grenoble de Unicon XX, de 20e wereldkampioenschappen eenwieleren verreden.

## Stedenbanden
- Essen (Duitsland)
- Oxford (Verenigd Koninkrijk)
- Phoenix (Verenigde Staten)

## Geboren in Grenoble
- Étienne Bonnot de Condillac (1714-1780), filosoof
- Jean-François Calixte de Pina (1779-1842), politicus
- Stendhal (1783-1842), romanschrijver
- Henri Fantin-Latour (1836-1904), kunstschilder
- Émile Lavirotte (1870-1944), autobouwer en ondernemer
- Emmanuel Mounier (1905-1950), katholiek filosoof en voorman van het personalisme
- Serge Kampf (13 oktober 1934-2016), ondernemer
- Michel Fugain (1942), zanger
- Alim Louis Benabid (1942), neurowetenschapper
- André the Giant (1946-1993), worstelaar bij WWE
- Juliet Berto (1947-1990), actrice, toneel- en filmregisseur
- Michel Lotito (1950–2007), beter bekend als Monsieur Mangetout ('meneer alleseter'), entertainer
- Maxence Flachez (1972), voetballer
- Robin Duvillard (1983), langlaufer
- Rafik Djebbour (1984), Algerijns voetballer
- Jérémy Pied (1989), voetballer
- Nans Peters (1994), wielrenner
- Émilien Jacquelin (1995), biatleet
- Jules Lapierre (1996), langlaufer
- Clémence Vieira (2000), beachvolleyballer